# Magdalena Piorunek
Magdalena Piorunek – polska pedagog, dr hab. nauk humanistycznych, profesor i kierownik Zakładu Poradnictwa Społecznego Wydziału Studiów Edukacyjnych Uniwersytetu im. Adama Mickiewicza w Poznaniu.

## Życiorys
25 kwietnia 1995 obroniła pracę doktorską Dynamika obrazu świata zawodowego w okresie dzieciństwa, 20 grudnia 2004 habilitowała się na podstawie pracy zatytułowanej Projektowanie przyszłości edukacyjno-zawodowej w okresie adolescencji. 15 lipca 2011 uzyskała tytuł profesora nauk humanistycznych. Została zatrudniona na stanowisku profesora nadzwyczajnego w Wyższej Szkole Nauk Humanistycznych i Dziennikarstwa w Poznaniu, oraz w Zakładzie Poradnictwa Społecznego na Wydziale Studiów Edukacyjnych Uniwersytetu im. Adama Mickiewicza.
Jest członkiem Rady Dyscypliny Naukowej – Pedagogiki Uniwersytetu im. Adama Mickiewicza w Poznaniu i Komitetu Nauk Pedagogicznych, Sekcji Pedagogiki Pracy PAN, prodziekanem na Wydziale Studiów Edukacyjnych Uniwersytetu im. Adama Mickiewicza w Poznaniu, a także specjalistą Komitetu Nauk Pedagogicznych Polskiej Akademii Nauk.
Została przewodniczącą Komitetu Nauk Pedagogicznych, Sekcji Poradnictwa Pedagogicznego PAN.
Awansowała na stanowisko profesora i kierownika w Zakładzie Poradnictwa Społecznego na Wydziale Studiów Edukacyjnych Uniwersytetu im. Adama Mickiewicza w Poznaniu.